# Reprezentacja Związku Radzieckiego w koszykówce mężczyzn
Reprezentacja Związku Radzieckiego w koszykówce mężczyzn - drużyna, która reprezentowała Związek Radziecki w koszykówce mężczyzn. Jest jedną z najbardziej utytułowanych drużyn w historii. Trzynastokrotnie triumfowała w Mistrzostwach Europy, co jest rekordowym osiągnięciem w tych rozgrywkach.

## Udział w imprezach międzynarodowych
- Igrzyska Olimpijskie
  - 1952 - 2. miejsce
  - 1956 - 2. miejsce
  - 1960 - 2. miejsce
  - 1964 - 2. miejsce
  - 1968 - 3. miejsce
  - 1972 - 1. miejsce
  - 1976 - 3. miejsce
  - 1980 - 3. miejsce
  - 1988 - 1. miejsce

- Mistrzostwa Świata
  - 1959 - 6. miejsce
  - 1963 - 3. miejsce
  - 1967 - 1. miejsce
  - 1970 - 3. miejsce
  - 1974 - 1. miejsce
  - 1978 - 2. miejsce
  - 1982 - 1. miejsce
  - 1986 - 2. miejsce
  - 1990 - 2. miejsce

- Mistrzostwa Europy
  - 1947 - 1. miejsce
  - 1951 - 1. miejsce
  - 1953 - 1. miejsce
  - 1955 - 3. miejsce
  - 1957 - 1. miejsce
  - 1959 - 1. miejsce
  - 1961 - 1. miejsce
  - 1963 - 1. miejsce
  - 1965 - 1. miejsce
  - 1967 - 1. miejsce
  - 1969 - 1. miejsce
  - 1971 - 1. miejsce
  - 1973 - 3. miejsce
  - 1975 - 2. miejsce
  - 1977 - 2. miejsce
  - 1979 - 1. miejsce
  - 1981 - 1. miejsce
  - 1983 - 3. miejsce
  - 1985 - 1. miejsce
  - 1987 - 2. miejsce
  - 1989 - 3. miejsce